# Michael Poulsen

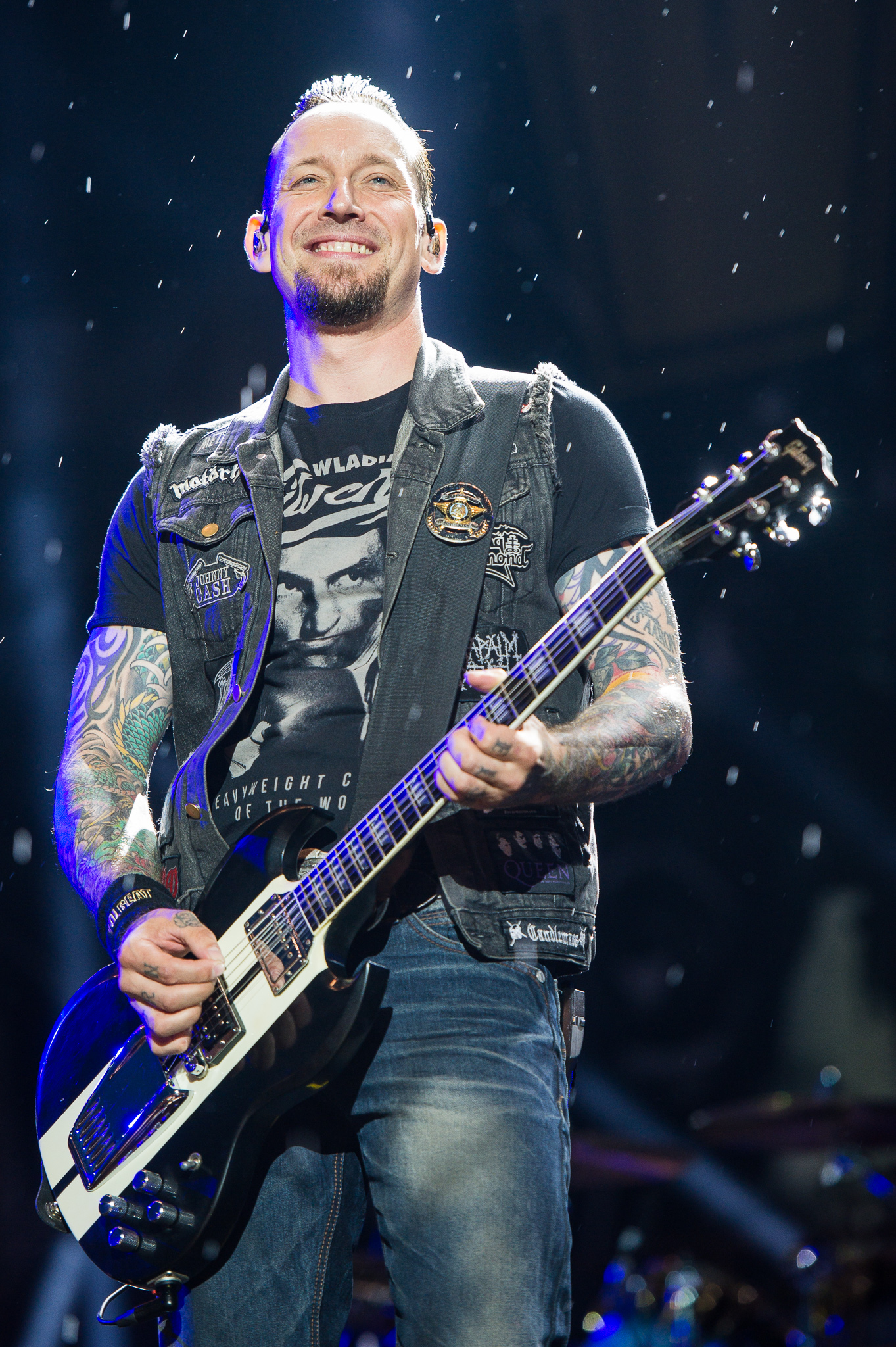
Michael Poulsen (2016)

Michael Schøn Poulsen (* 1. April 1975 in Slagelse) ist ein dänischer Sänger und Gitarrist. Er ist Leadsänger, Rhythmusgitarrist und Haupt-Songwriter der Rockband Volbeat. Zuvor spielte er in der Band Dominus.

## Werdegang

### Leben
Poulsen wuchs in der dänischen Stadt Slagelse auf, die etwa eine Stunde von der Hauptstadt Kopenhagen entfernt liegt. Er hat eine Zwillingsschwester und zwei jüngere Schwestern, die ebenfalls Zwillinge sind. Über seine Eltern kam Poulsen mit der Rock-’n’-Roll-Musik in Kontakt und lernte die Musik von Künstlern wie Elvis Presley, Jerry Lee Lewis und Chuck Berry kennen. Als Teenager lernte er über den Freund seiner gleichaltrigen Schwester Metalbands wie Iron Maiden, Whitesnake, Deep Purple und Black Sabbath kennen.
Mit 17 Jahren verließ er sein Elternhaus und zog nach Kopenhagen. Dort arbeitete er zeitweilig als Aushilfslehrer, um seinen Lebensunterhalt zu verdienen. Im Jahre 2010 heiratete Poulsen seine langjährige Freundin Lina in Graceland, dem ehemaligen Anwesen seines Idols Elvis Presley in der Stadt Memphis. Seit der Hochzeit trug er den Doppelnamen Schøn Poulsen, auf den er großen Wert legte. Die Ehe wurde im Jahre 2015 geschieden. Seit 2015 wohnt er in der Stadt Næstved. Am 20. August 2022 heiratete Poulsen seine langjährige Freundin Jeanet Carlsen, mit der er eine im Mai 2017 geborene Tochter hat.

### Dominus und Volbeat
Im Jahre 1991 gehörte Poulsen zu den Gründungsmitgliedern der Band Dominus. Zwischen 1994 und 2000 veröffentlichten Dominus vier Studioalben, die sich stilistisch stark unterschieden. Im Jahre 2001 verließ Poulsen Dominus, da er der Death-Metal-Musik und der Szene überdrüssig war. Zu dieser Zeit hatte er zahlreiche musikalische Ideen, die er mit Dominus nicht verwirklichen konnte. Nachdem Poulsen fünf Lieder mit einer Rock-’n’-Roll-Ausrichtung geschrieben hatte, gründete er die Band Volbeat.
Volbeats Debütalbum The Strength / The Sound / The Songs erreichte Platz 18 der dänischen Albumcharts. Am 22. April 2006 trat Poulsen gemeinsam mit einigen Studiomusikern von Elvis Presley in Kopenhagen auf. Im gleichen Jahr wurde Poulsen bei den Steppeulven-Awards in den Kategorien Sänger des Jahres und Komponist des Jahres nominiert. Ein Jahr später erschien Volbeats zweites Album Rock the Rebel / Metal the Devil, welches auf Platz eins der dänischen Charts einstieg und mit Platin ausgezeichnet wurde. Mit dem dritten Volbeat-Album Guitar Gangsters & Cadillac Blood erreichte die Band ebenfalls Platz eins der dänischen Charts. Poulsen erhielt den Zulu Award als bester dänischer Sänger und wurde bei den Danish Music Awards in der Kategorie Bester Sänger nominiert.
Am 29. November 2009 kollabierte Poulsen während eines Konzertes in der niederländischen Stadt Tilburg und musste kurzzeitig in einem Krankenhaus behandelt werden. Die Ärzte stellten Grippe-ähnliche Symptome fest, die Poulsen während der Tournee verschleppte. Poulsen musste nach dem Vorfall einige Tage pausieren. Die Ärzte stellten bei ihm das Burnout-Syndrom fest, welches auf eine Schlafstörung zurückzuführen ist, an der Poulsen seit seiner Kindheit leidet.
Mit Volbeat war Poulsen weiterhin erfolgreich. Das vierte Album Beyond Hell / Above Heaven erhielt Doppelplatin in Dänemark und jeweils Platin in Deutschland und Österreich. Das fünfte Werk Outlaw Gentlemen & Shady Ladies erreichte in sechs Ländern Platz eins der Albumcharts und wurde in Dänemark und Österreich mit Platin geehrt. Im Jahr 2016 erschien das sechste Studioalbum mit Volbeat Seal The Deal & Let’s Boogie, welches in Poulsens Heimatland Dänemark, sowie in Deutschland, Österreich und der Schweiz Platz eins in den Albumcharts erreichte.

### Als Gastmusiker
Im Jahre 2010 trat er als Gastsänger bei der dänischen Band The Storm auf, wo er das Lied „Black Shot Eyes“ einsang. Drei Jahre später trat Schøn Poulsen als Gast auf dem Album Plagues of Babylon der US-amerikanischen Band Iced Earth auf. Er ist bei einer Coverversion des Liedes „Highwaymen“ der Country-Supergroup The Highwaymen zu hören.

## Diskographie
Mit Dominus
Mit Volbeat
Mit Asinhell
Als Gastmusiker
- 2010: The Storm: „Black Shot Eyes“ von dem Album Black Luck
- 2013: Iced Earth: „Highwaymen“ von dem Album Plagues of Babylon